# Christine Boumeester
Annie Christine Boumeester, née le 12 août 1904 à Meester Cornelis, dans les Indes orientales néerlandaises, et morte le 10 janvier 1971 à Villejuif, est une artiste peintre abstraite et une graveuse française d'origine hollandaise.

## Biographie
Christine Boumeester effectue son premier voyage en Europe en 1914 pour s'installer définitivement en Hollande en 1921. Entre 1922 et 1924, elle suit des cours à l'école des Beaux-Arts de La Haye où elle apprend la gravure.
Elle obtient en 1925 le diplôme de professeur de dessin et s'installe dans un atelier à La Haye sous la direction de Reuter. Cette année-là, elle commence à exécuter des lithographies originales. Elle pratique plus tard l'eau-forte, la manière noire, et la sérigraphie.
Sa première exposition personnelle a lieu à Amsterdam en 1935. La même année, elle arrive à Paris et s'inscrit à l'Académie de la Grande Chaumière où elle rencontre le peintre Henri Goetz. Ils se marient six mois plus tard. Elle commence à fréquenter le peintre Hans Hartung et Henri Nouveau (Henrik Neugeboren).
Ses premières expositions à Paris ont lieu entre 1935 et 1938, la première fois au Salon des surindépendants en 1935 avec son mari et Hartung. Après une période surréaliste, elle découvre la peinture abstraite. Avec Henri Goetz, ils voient fréquemment le sculpteur Julio González et sa femme et les surréalistes Óscar Domínguez, Juan Brea, Mary Low et André Breton. Hartung partage leur atelier et leur fait connaître Vassily Kandinsky.
En 1939, Christine Boumeester entre à la galerie Jeanne Bucher et fréquente Gérard Schneider, Maria Elena Vieira da Silva, Árpád Szenes, César Domela et Wifredo Lam.
De 1940 à 1941, le couple retrouve à Carcassonne (Aude), les surréalistes belges, Raoul Ubac, René Magritte, Louis Scutenaire et fonde dans la clandestinité avec Ubac et Christian Dotremont la revue La Main à plume.
En 1942, Henri Goetz, qui a  toujours la nationalité américaine, fabrique des faux papiers pour les Juifs. Dénoncés comme résistants, Christine et Henri Goetz vivent sous des noms d'emprunt. À Nice, ils rencontrent Nicolas de Staël, Francis Picabia, Jean Arp et Alberto Magnelli. Ils rentrent à Paris en 1944.
L'amitié qui lie Christine Boumeester à Francis Picabia jusqu'à sa mort en 1953, est déterminante. Elle restaurera plus tard le tableau de Picabia, Udnie, conservé au musée national d'Art moderne de Paris.
En 1948, elle expose à la galerie Colette Allendy. En 1949, elle obtient la nationalité française. Elle adhère au groupe Graphies (1949-1952) avec Goetz.
Les années 1952 à 1962 sont déterminantes : ce sont les années de grande production et d'expositions à l'étranger (Amsterdam, Londres, Genève, Milan) et en France grâce à la galerie Cavalero à Cannes, la galerie Bucher et la galerie Kerchache à Paris.
En 1962, Christine Boumeester traduit de l'allemand l'essai de Kandinsky Point, ligne, surface.
À partir de 1963, le couple partage son temps entre la maison de la rue de Grenelle à Paris et l'appartement de Villefranche-sur-Mer (Alpes-Maritimes). Christine Boumeester tombe malade en 1968 et meurt le 10 janvier 1971.
Elle est inhumée aux côtés d'Henri Goetz au cimetière du Montparnasse (division 12).

## Réception critique
« Il faut savoir que le monde travaille dans la nuit sans bien prévoir quel sera l'être qui, de son travail nocturne, jaillira à la lumière du jour. Ainsi un oiseau peut naître, comme en une estampe japonaise, de la subite noirceur d'une fumée surprise par un rayon du matin. Christine Boumeester connaît bien le secret de telles créations. Et on l'imagine souriant doucement — ironiquement peut-être — quand les masses colorées sous ses yeux amusés croient pouvoir mettre en paix, dans la lumière du jour, les luttes violentes du monde de la nuit. »

— Gaston Bachelard, préface à Christine Boumeester, peintures, Paris, Kerchache - art moderne, 3 rue des beaux-arts, sans date.